# Jodacris furcillata
Jodacris furcillata är en insektsart som beskrevs av Rehn, J.A.G. 1909. Jodacris furcillata ingår i släktet Jodacris och familjen gräshoppor. Inga underarter finns listade i Catalogue of Life.